# Йодлова
Йодлова (пол. Jodłowa) — село в Польщі, у гміні Йодлова Дембицького повіту Підкарпатського воєводства.
Населення — 3957 осіб (2011).
У 1975—1998 роках село належало до Тарновського воєводства.

## Географія
Селом протікає річка Йодлувка.

## Демографія
Демографічна структура станом на 31 березня 2011 року:
|          | Загалом | Допрацездатний вік | Працездатний вік | Постпрацездатний вік |
| -------- | ------- | ------------------ | ---------------- | -------------------- |
| Чоловіки | 2031    | 448                | 1358             | 225                  |
| Жінки    | 1926    | 385                | 1108             | 433                  |
| Разом    | 3957    | 833                | 2466             | 658                  |